# Bacillus Records
Bacillus Records fue una discográfica alemana fundada en la ciudad de Frankfurt por Peter Hauke en 1971. Consiguió un acuerdo de distribución con Phillips pero tras un año de trabajo en el que grabó con artistas y grupos como Nektar o Nine Days Wonder, cayó en quiebra y fue vendida a Bellaphon Records.

## Como Parte de Bellaphon Records
En 1972 Bacillus Records fue vendida a Bellaphon Records. Tras su compra Bellaphon hizo cambios menores en la compañía (como el color del sello). Bacillus Records, continuó trabajando principalmente con grupos de rock Progresivo y Krautrock convirtiéndose en uno de los sellos más importantes del panorama musical alemán en estos géneros, teniendo contratos con grupos como Nektar, Omega y Karthago.
Posteriormente y con el auge de la música disco, la compañía trató de llevar el krautrock a las pistas de baile expandiendo su nicho comercial. Durante la década de los ochenta, no tuvo ningún lanzamiento nuevo quedando en letargo.
Fue en 1994 cuando el sello discográfico reapareció en la escena del rock con el álbum debut de The Automatic. Posteriormente y en ese mismo año, trabajaron con Gehasst, Verdammt, Vergöttert y Böhse Onkelz.